# Ardisia perpendicularis
Ardisia perpendicularis E.Walker – gatunek roślin z rodziny pierwiosnkowatych (Primulaceae). Występuje naturalnie w Wietnamie. 

## Zmienność
W obrębie tego gatunku oprócz podgatunku nominatywnego wyróżniono dwa podgatunki oraz jedną odmianę:
- A. perpendicularis var. balansana (Y.P.Yang) C.M.Hu – występuje naturalnie w Chinach (w południowo-wschodniej części Junnanu). Rośnie na brzegach cieków wodnych oraz w lasach. Występuje na wysokości od 1000 do 1500 m n.p.m. Jest to zimozielony krzew dorastający do 0,2–1 m wysokości, tworzący rozłogi. Blaszka liściowa ma eliptyczny lub lancetowaty kształt. Mierzy 8–11 cm długości oraz 4–5,5 cm szerokości, jest piłkowana na brzegu, ma klinową nasadę i ostry lub spiczasty wierzchołek. Ogonek liściowy jest nagi i ma 8–10 mm długości. Kwiaty zebrane są w wierzchotkach wyrastających z kątów pędów. Mają działki kielicha o owalnym kształcie i dorastające do 1–2 mm długości. Płatki są owalne i mają białą barwę. Owocami są pestkowce mierzące 7-8 mm średnicy, o kulistym kształcie i czerwonej barwie[4].